# قرار مجلس الأمن التابع للأمم المتحدة رقم 983
قرار مجلس الأمن التابع للأمم المتحدة رقم 983، الذي تم تبنيه بالإجماع في 31 آذار / مارس 1995، بعد التذكير بالقرار 795 (1992) بشأن مقدونيا، أعرب المجلس عن قلقه إزاء التهديدات التي يتعرض لها استقرار البلاد وأنشأ قوة الأمم المتحدة للانتشار الوقائي عن طريق إعادة تسمية قوة الحماية التابعة للأمم المتحدة في البلاد لفترة تنتهي في 30 نوفمبر 1995.
وقد عقد المجلس العزم على ضرورة حماية سيادة مقدونيا وسلامتها الإقليمية واستقلالها ورحب بدور قوة الحماية في البلد. وتقرر إعادة تسمية وحدة قوة الحماية في مقدونيا لتصبح قوة الأمم المتحدة للانتشار الوقائي وأن تستمر ولايتها حتى 30 تشرين الثاني / نوفمبر 1995. وحث على مواصلة التعاون مع منظمة الأمن والتعاون في أوروبا والدول الأعضاء لتقديم أي مساعدة ضرورية مطلوبة.
وطُلب من الأمين العام اطلاع المجلس على التطورات. وقد سبق له أن أنشأ عملية الأمم المتحدة لاستعادة الثقة في كرواتيا بموجب القرار 981.

## روابط خارجية
- نص القرار في undocs.org
- موقع قوة الأمم المتحدة للانتشار الوقائي